# Gęsiarnia (Mrowina)
Gęsiarnia – osada wsi Mrowina w Polsce, położona w województwie świętokrzyskim, w powiecie włoszczowskim, w gminie Kluczewsko.
Osada położona jest nad rzeką Pilicą, będącą lewym dopływem Wisły. 
W latach 1975–1998 osada administracyjnie należała do województwa piotrowskiego.